# Antoni Blanch Latorre
Antoni Blanch Latorre fou un aviador català, nascut a l'Hospitalet de Llobregat i mort el 13 de març de 1937 a Azuqueca de Henares.

## Biografia
Quan es produí el cop d'estat del 18 de juliol de 1936 era sergent pilot del cos auxiliar de l'Aeronàutica Naval destinat a Ceuta, indret que quedà immediatament en zona nacional. El dia 15 de desembre de 1936, juntament amb el mecànic Evaristo Carballeria López, va segrestar el seu propi hidroavió Dornier Do J que es dirigia a Algesires per protegir un comboi nacional ple de càrregues de profunditat contra submarins. Mataren al pilot alferes José Mª Moreno Mateo-Sagasta, que es negà a entregar el control de l'aparell, i el va dirigir a Màlaga, on va entregar l'avió al cap militar de la zona.
Foren presentats com a herois davant la premsa, fins i tot van sortir a la portada de La Vanguardia. Ambdós foren ascendits a tinent, i el 25 de gener de 1937 Blanch fou ascendit a capità per mèrits de campanya. Fou destinat aleshores a l'esquadrilla d'Andrés García Lacalle com a pilot d'un Polikarpov I-15 a Los Alcázares i San Javier.
El 13 de març de 1937 fou abatut per avions italians en una acció sobre l'aeròdrom Azuqueca de Henares i va morir perquè no se li va obrir el paracaigudes.